# Зубчатая передача

Три основных звена любой зубчатой передачи: два подвижных зубчатых колеса и стойка, то есть общая монтажная опора (в данном случае литой чугунный корпус), предполагающая взаимную неподвижность осей обоих зубчатых колёс друг относительно друга, как по радиальному, угловому и осевому направлениям.

Зубчатая передача — трехзвеньевый механизм по передаче мощности вращением, в котором два подвижных звена являются зубчатыми колёсами (или зубчатым колесом и зубчатой рейкой), образующими на базе общего неподвижного звена вращательную (или поступательную) зубчатую пару зацепления.
Назначение:
- передача вращательного движения между валами, расположенными на параллельных, пересекающихся или скрещивающихся осях.
- преобразование вращательного движения в поступательное, и наоборот.
- функция механического редуктора

Область применения — от часов до самых тяжелых машин.

## Классификация
- - По форме профиля зубьев:
  - эвольвентные;
  - круговые (передача Новикова);
  - Циклоидальные;
  - Эксцентриково-циклоидальные.
- По типу зубьев:
  - прямозубые;
  - косозубые;
  - шевронные;
  - криволинейные;

Движение точки соприкосновения зубьев с эвольвентным профилем

Реечная передача

Червячная передача с четырёхзаходным червяком

Гипоидная зубчатая передача

- По взаимному расположению осей валов:
  - с параллельными осями[2];
  - с пересекающимися осями[2];
  - с перекрещивающимися осями[2].
- По форме аксоидных (начальных) поверхностей зубчатых колёс:
  - цилиндрические[2];
  - конические[3];
  - гиперболоидные[3];
- По окружной скорости колёс:
  - тихоходные до 3 м/с;
  - среднескоростные от 3 до 15 м/с;
  - быстроходные от 15 м/с.
- По степени защищенности:
  - открытые;
  - закрытые.
- По относительному вращению колёс и расположению зубьев:
  - внутреннее зацепление (вращение колёс в одном направлении);
  - внешнее зацепление (вращение колёс в противоположном направлении).

Реечная передача — один из видов цилиндрической зубчатой передачи, радиус делительной окружности рейки равен бесконечности. Применяется для преобразования вращательного движения в поступательное, и наоборот. 
Винтовые, червячные, гипоидные и спироидные передачи формально относятся к гиперболоидным (зубчато-винтовым) передачам. Зубья этих передач скользят относительно друг друга при вращении.

## Основные параметры
- Цилиндрические зубчатые передачи:

Число зубьев шестерни — {\displaystyle z_{1}}
Число зубьев колеса — {\displaystyle z_{2}}
Модуль — {\displaystyle m}
Угол наклона линии зуба — {\displaystyle \beta } ({\displaystyle \beta =0^{\circ }} — для прямозубых колёс, {\displaystyle \beta =8...20^{\circ }} — для косозубых колёс, {\displaystyle \beta =25...30^{\circ }} — для шевронных колёс)
Передаточное отношение — {\displaystyle i}
- Реечные зубчатые передачи:

Число зубьев колеса — {\displaystyle z}
Модуль — {\displaystyle m}
Угол наклона линии зуба, рейки — {\displaystyle \beta } ({\displaystyle \beta =0^{\circ }} — для прямозубых колёс, {\displaystyle \beta =8...20^{\circ }} — для косозубых колёс, {\displaystyle \beta =25...30^{\circ }} — для шевронных колёс)
- Конические зубчатые передачи

Число зубьев шестерни — {\displaystyle z_{1}}
Число зубьев колеса — {\displaystyle z_{2}}
Внешний окружной модуль — {\displaystyle m_{e}}
Передаточное число — {\displaystyle i}
- Червячные передачи:

Модуль — {\displaystyle m}
Коэффициент диаметра червяка — {\displaystyle q}
Число витков червяка — {\displaystyle z_{1}}
Вид червяка — (архимедов (ZA), эвольвентный (ZI), конволютный (ZN), шлифуемый конусным кругом (ZK), шлифуемый торовым кругом (ZT))
Передаточное отношение — {\displaystyle i}
Обычно число зубьев на сопряжённых зубчатых колёсах стремятся делать взаимно простым, что обеспечивает бо́льшую равномерность износа: в этом случае каждый зуб одного колеса будет по очереди работать со всеми зубьями другого колеса.